# Saint-Genis-l’Argentière
Saint-Genis-l’Argentière – miejscowość i gmina we Francji, w regionie Owernia-Rodan-Alpy, w departamencie Rodan. Nazwa miejscowości pochodzi od imienia św. Genezjusza.
Według danych na rok 1990 gminę zamieszkiwały 802 osoby, a gęstość zaludnienia wynosiła 75 osób/km² (wśród 2880 gmin regionu Rodan-Alpy Saint-Genis-l’Argentière plasuje się na 904. miejscu pod względem liczby ludności, natomiast pod względem powierzchni na miejscu 1068.).